# Trasíbulo

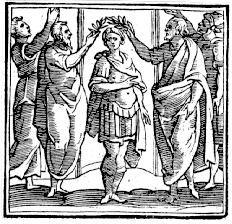
Trasíbulo recebe uma coroa de oliveira por sua campanha exitosa contra os Trinta Tiranos. Dos Emblemata de Andrea Alciato.

Trasíbulo (em grego:  Θρασύβουλος Thrasyboulos; ca. 440 a.C. – 388 a.C.), filho de Lico, foi um general ateniense da época da derrota de Atenas na Guerra do Peloponeso. Pausânias o considera o maior ateniense que viveu em todos os tempos.
Trasíbulo foi um dos almirantes da frota de Atenas na Batalha de Arginusa. Derrotou os Trinta Tiranos, trazendo um exército inicial de sessenta homens de Tebas e, depois da vitória, fazendo os atenienses, que estavam divididos em várias facções, se reconciliarem.
Foi para se opor a Trasíbulo que Pausânias, rei de Esparta e neto do general Pausânias que venceu a batalha de Plateia, invadiu a Ática, mas voltou para Esparta, porque não queria ajudar o despotismo de homens sem caráter.
Quando Esparta atacou Tebas e Lisandro foi morto, Trasíbulo trouxe as forças de Atenas para atacar os lacedemônios, e Pausânias teve que recuar.